# Cnemidochroma
Cnemidochroma (лат.) — род жесткокрылых насекомых из трибы Callichromatini подсемейства настоящих усачей.
Впервые описание рода было опубликовано в журнале «Deutsche Entomologische Zeitschrift» за 1924 год.
Представители рода обитают в Южной Америке, встречаясь на территории Бразилии и близлежащих стран.

## Классификация
В составе рода числится шесть видов:
- Cnemidochroma buckleyi (Bates, 1879)
- Cnemidochroma coeruleum (Achard, 1910)
- Cnemidochroma lopesi Fragoso & Monné, 1989
- Cnemidochroma ohausi (Schmidt, 1924)
- Cnemidochroma phyllopoides (Schmidt, 1924)
- Cnemidochroma phyllopus (Guérin-Méneville, 1844)